# Robin Byrd

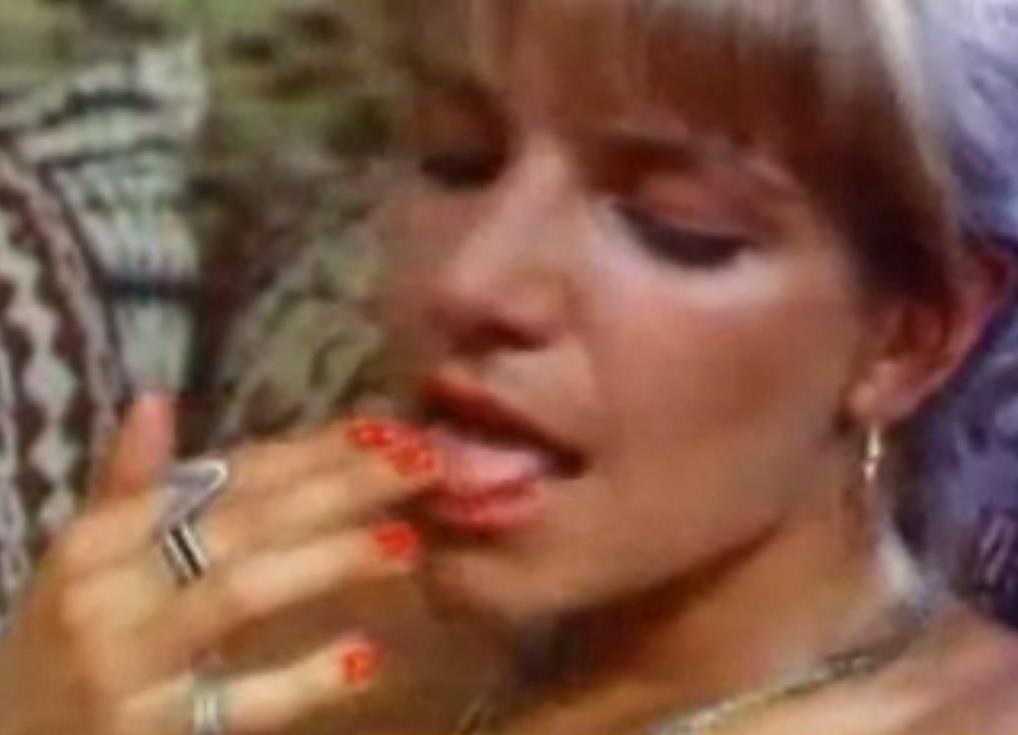
Robin Byrd en un fotograma de Debbie Does Dallas.

Robin Byrd (Nueva York, 6 de abril de 1957) es una actriz pornográfica y modelo erótica estadounidense.

## Carrera
Robin Byrd nació y se crio en la ciudad de Nueva York. Fue dada en adopción al poco de nacer, sin llegar nunca poder identificar a sus padres biológicos, debido a la falta de voluntad de su madre adoptiva para revelar esa información y los registros de nacimiento y adopción sellados bajo la ley del estado de Nueva York.
En el momento de filmar la película pornográfica Debbie Does Dallas (1978), Byrd vivía en la ciudad de Nueva York y todavía era conocida como Robin Cohen. Después de tomar clases universitarias de marketing y publicidad en Baruch College y abandonar sus estudios en el último año, asistió a la Escuela de Artes Visuales y trabajó como modelo desnuda para clases de arte. Posteriormente protagonizó películas pornográficas a finales de la década de 1970, incluido un papel en la mencionada película.
Debutante como actriz pornográfica en 1977, cuando contaba 22 años, llegó a rodar producciones para estudios como VCX, Video X Pix, Arrow/AFV, Caballero Home Video, VCA Pictures, Blue Vanities, Alpha Blue Archives, Metro, Sticky Video u Odyssey, entre otros.
Después de ser anfitrión invitado en un programa de acceso alquilado llamado Hot Legs, Byrd cambió el nombre a The Robin Byrd Show en 1977. El programa se ha emitido continuamente desde entonces, aunque ahora muestra reposiciones en lugar de episodios en vivo. Cada episodio presenta a Byrd en su característico bikini de crochet negro y esmalte de uñas blanco, en un conjunto completamente rojo con un gran letrero de neón en forma de corazón que lleva el nombre de su programa. Estrellas porno y estríperes masculinas y femeninas aparecieron como invitados y realizaron stripteases completamente desnudos, a veces también recibiendo llamadas de los espectadores. Byrd y sus invitados también participaron con frecuencia en juegos sexuales en pantalla al final del episodio. Cada espectáculo terminaba habitualmente con todos los invitados bailando al son de la grabación de Robin de una novedosa melodía obscena llamada "Baby, Let Me Bang Your Box".
Byrd y Al Goldstein entraron en una larga batalla legal con Time Warner Cable (y su predecesor, Manhattan Cable), que quería codificar todo el contenido para adultos para que los suscriptores tuvieran que enviar solicitudes por escrito para verlo. En 1978, la Corte de Apelaciones del Octavo Circuito consideró inconstitucionales las regulaciones de acceso obligatorio de la Comisión Federal de Comunicaciones (FCC) bajo las cuales Byrd y Goldstein habían desafiado las acciones del proveedor de cable, pero la Corte Suprema de los Estados Unidos resolvió el caso por otros motivos.
En 1995, el asunto se presentó nuevamente ante la Corte de Apelaciones de los Estados Unidos para el Circuito del Distrito de Columbia, que confirmó las regulaciones y dictaminó que el requisito de Time Warner para las solicitudes escritas era una violación. En 2007, The Robin Byrd Show continuaba transmitiéndose sin codificar y sin cortes, aunque con descargos de responsabilidad de que el contenido no era recomendable para su visionado por los niños.
El programa y la filmografía de Byrd la convirtieorn en una celebridad local y, hasta cierto punto, a nivel nacional. Llegó a ser presentadora frecuente en eventos de entretenimiento para adultos, orgullo gay y concientización sobre el Sida en la ciudad de Nueva York. The Robin Byrd Show fue parodiado en Saturday Night Live en una serie de parodias que se emitieron en 1997 y 1998; Byrd fue interpretada por Cheri Oteri.
En 1999, Richard Avedon fotografió a Byrd para un artículo en The New Yorker sobre neoyorquinos famosos e influyentes. Byrd también se ha diversificado en otros negocios orientados a adultos, incluidas las líneas telefónicas de sexo y los tonos de llamada.
Byrd ha declarado ser bisexual.
Retirada en 1998, tras más de veinte años en la industria, llegó a grabar un total de 51 películas como actriz.
Algunas películas suyas fueron Bad Penny, Beyond the Blue, Bon Appetit, Her Name Was Lisa, Hot Honey, Nasty Nurses, Pink Ladies o That Lucky Stiff.